# 이벨린 포포프
이벨린 이바노프 포포프(불가리아어: Ивелин Иванов Попов, 1987년 10월 26일 ~, 소피아)는 불가리아의 축구 선수이다. 현재 파르바리가의 PFC 레프스키 소피아 소속으로, 포지션은 세컨드 스트라이커이다.